# Ушенко Іван Калістратович
Ушенко Іван Калістратович (2 (15) жовтня 1913, Грайворон, нині Білгородська область, Росія — 25 листопада 2001, Київ) — український вчений-хімік, професор, кандидат хімічних наук.

## Родина
Народився 2 жовтня (15 жовтня за новим стилем) 1913 року в старовинному українському козацькому містечку Грайвороні Бєлгородської області.
Іван Ушенко був наймолодшим в сім'ї. Ще було два брата. Василь Калістратович був репресований сталінською владою, а Микола Калістратович (1900 — 1953, Львів) працював у 1945—1953 роках доцентом, завідувачем кафедри органічної хімії Львівського медичного інституту.
До революції 1917 року батько Івана Ушенка Калістрат Давидович працював забійником, а потім й майстром на шахті міста Юзівка (тепер Донецьк). Помер в 1933 році під час Голодомору.
Мати Ольга Мусіївна Козій пережила Голодомор завдяки тому, що її сини привозили хоч трішки хліба зі свого мізерного пайка. Вона померла в 1943 році від запалення легенів.
Прадід Мусій Козій був козаком Грайворонської сотні. Був високим, мужнім козаком і дуже любив співати.

## Навчання
Іван Ушенко в 1930 році вступив на хімічний факультет Харківського університету, який закінчив в 1935 році. Після закінчення університету працював під керівництвом академіка А. І. Кіпріянова.
Під час Другої світової війни був в евакуації в місті Уфі, де і захистив кандидатську дисертацію під керівництвом академіка Андрія Івановича Кіпрянова у 1943 році, і відразу ж отримав звання старшого наукового співробітника.

## Наукова робота
У 1944 році переїздить до Києва, де працював старшим науковим співробітником лабораторії органічного синтезу (1944—1958) Інституту органічної хімії АН УРСР і одночасно на півставки викладав у Київському університеті.
З 1958 року завідував кафедрою хімії Київського торговельно-економічного інституту, а з 1973 року професор хімії цієї ж кафедри в КТЕІ.
Іван Ушенко фарбниками для кіно і фото плівки. Так на цих плівках знімалися фільми «Війна і мир» та «Людина-амфібія».
Одним зі важливих елементів роботи І. К. Ушенка було робота над фарбниками для аеро- і космічної плівки.
Іван Ушенко один зі співавторів винаходу (разом з науковцями-хіміками Пілюгіним Григорієм Тимофійовичем, Шелест Валентиною Василівною і Чернюком Ігорем Никаноровичем) «Способу отримання фосфонієвих солей похідних 2-метилхіноліну».
Був автором численних авторських свідоцтва (більше 60) в галузі кіно- і фото плівки.
Помер 25 листопада 2001 року в Києві. Похований на Байковому кладовищі в листопаді 2001 року.